# 陈伟才
陈伟才（1972年—），广东阳春人，汉族，中华人民共和国政治人物、第十二届全国人民代表大会广东地区代表。
毕业于中国人民公安大学警察管理专业。加入中国共产党。2004年9月至2006年4月，担任广州市东山区华乐街党工委副书记。2008年起担任全国人大代表。2008年4月至2013年7月，任广州市公安局人事处副处长、处长；2008年9月至2012年3月，任广州市公安民警基金会办公室主任。2013年，担任全国人大代表。后担任格力副总裁。